# Viktor Ljung
Viktor Ljung (n. Suecia, 19 de abril de 1991) y es un futbolista sueco. Juega de defensa y actualmente milita en el Helsingborgs IF de la Superettan de Suecia.

## Clubes
| Club            | País   | Año           |
| --------------- | ------ | ------------- |
| Halmstads BK    | Suecia | 2010-2015     |
| Helsingborgs IF | Suecia | 2016-presente |